# Early Wynn
Early Wynn Jr. (* 6. Januar 1920 in Hartford, Alabama; † 4. April 1999 in Venice, Florida) war ein US-amerikanischer Baseballspieler in der Major League Baseball (MLB). Sein Spitzname war Gus.

## Biografie
Early Wynn gab sein Debüt als rechtshändiger Pitcher in der American League bei den Washington Senators am 13. September 1939 im Alter von 17 Jahren. In diesem Jahr bestritt er insgesamt drei Spiele für die Senators, bevor er 1941 zum Stammspieler avancierte. Seine Zeit in Washington war nur durchschnittlich.
Dies sollte sich mit seinem Wechsel zu den Cleveland Indians 1948 ändern. Unter dem Pitching Coach der Indians Mel Harder lernte Wynn, der bisher nur mit Fastballs arbeitete, auch mit Würfen wie Curveball, Knuckleball, Slider und Change-Up zu arbeiten. 1950 konnte er dann 18 Spiele gewinnen und führte die American League mit einem ERA von 3.20 an. 1951 absolvierte Wynn seine erste von fünf Spielzeiten mit mindestens 20 Siegen. Gemeinsam mit Bob Lemon, Mike Garcia, Bob Feller und Herb Score bildete Wynn eine der allzeit besten Rotationen der Baseballgeschichte. 1954 gewannen die Indians den Titel in der AL mit beeindruckenden 111 Siegen, unterlagen aber in der World Series den New York Giants in vier Spielen.
Nach der Saison 1957, in der er eine Bilanz von 14 Siegen bei 17 Niederlagen aufwies, wechselte Wynn zu den Chicago White Sox. In seinem ersten Jahr war er der erste Pitcher, der die American League in zwei aufeinanderfolgenden Jahren bei zwei unterschiedlichen Teams in Strikeouts anführte. Im Alter von 39 Jahren zeigte Wynn 1959 nochmals eine herausragende Saison. Er konnte 22 Spiele für sich entscheiden bei nur zehn Niederlagen und die White Sox zum Titel in der American League führen. Daraufhin wurde er mit dem Cy Young Award für den besten Pitcher ausgezeichnet. In der World Series gegen die Los Angeles Dodgers gewann er das erste Spiel, verlor aber seine beiden anderen Partien, darunter das entscheidende siebte Spiel. Nach der Saison 1962 wechselte Wyn zurück zu den Cleveland Indians. Dort gelang ihm am 13. Juli 1963 sein 300. Karrieresieg in einem Spiel gegen die Kansas City Athletics. Nach Ende dieser Spielzeit beendete Wynn seine Karriere. Er war der letzte aktive Spieler, der noch in den 1930er Jahren gespielt hatte.
Wynn hatte für einen Pitcher auch eine sehr gute Bilanz als Schlagmann. In fünf Spielzeiten hatte er einen Schlagdurchschnitt von mehr als 27 %, 17 Home Runs und 173 RBI. 90 Mal wurde er als Einwechselschlagmann eingesetzt, wobei er einmal sogar einen Grand Slam Home Run schlug. Damit ist er einer von fünf Pitchern in der MLB, denen dies gelang. 
1972 wurde Early Wynn in die Baseball Hall of Fame gewählt. 1999 verstarb er im Alter von 79 Jahren.